# 吳仕豪
吴仕豪是新加坡军官，曾任新加坡武装部队陆军总长。

## 生平
2019年1月1日，吴仕豪被晋升为少将，并表示自己在未来可能从政。